# Convention de Constantinople (1881)
 (février 2023).
Si vous disposez d'ouvrages ou d'articles de référence ou si vous connaissez des sites web de qualité traitant du thème abordé ici, merci de compléter l'article en donnant les références utiles à sa vérifiabilité et en les liant à la section « Notes et références ».

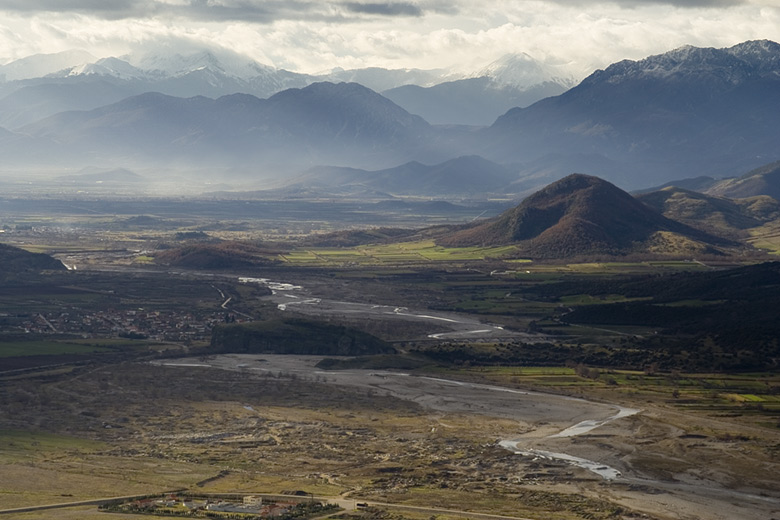
L'acquisition de la plaine de Thessalie sous prétexte économique à la Grèce est la clé de sa participation à la lutte pour la Macédoine.

La convention de Constantinople de 1881, également appelée convention avec la Grèce relative à la rectification des frontières Turco-Grecques est un accord conclu le 2 juillet 1881, entre le royaume de Grèce et l'empire ottoman, aboutissant à la cession de la plaine de Thessalie et une partie du sud de l'Épire (nome d'Arta) à la Grèce.

## Contexte
La Grèce est restée neutre pendant la guerre russo-turque de 1877-1878, sur la base de l'assurance donnée par les autres grandes puissances que ses revendications territoriales sur l'empire ottoman seraient prises en considération après la guerre. Au cours du congrès de Berlin, les revendications de la Grèce sont prises en compte dans le treizième protocole du 5 juillet 1878, par lequel la Grèce gagne non seulement la Thessalie (le Sandjak de Tríkala de l'empire Ottoman) mais aussi une grande partie de l'Épire. Cependant, le gouvernement ottoman, refuse de mettre en œuvre les termes du protocole, conduisant la Grèce et l'Empire au bord de la guerre. En fin de compte, les grandes puissances font pression sur la Grèce pour qu'elle réduise ses prétentions.
Le 24 mai 1881, les grandes puissances et l'Empire ottoman signent un traité qui finalise la nouvelle frontière gréco-turque, conduisant à l'incorporation de la plupart de la Thessalie (à l'exception de la région d'Elassóna) et de la zone autour d'Arta en Grèce. Parmi les autres mesures, la Grèce s'engage à son tour à respecter l'identité religieuse et l'autonomie, ainsi que les biens de l'importante population musulmane en Thessalie (y compris les biens privés du sultan et la famille impériale ottomane). Le traité est ratifié par la Grèce et le gouvernement ottoman le 2 juillet 1881, quand il est signé par Andreas Koundouriotis (el), l'ambassadeur grec à Constantinople et Mahmoud Server Pacha (tr), Président du Conseil d’État (tr) de l'Empire ottoman.

## Source
- (en) Cet article est partiellement ou en totalité issu de l’article de Wikipédia en anglais intitulé « Convention of Constantinople (1881) » (voir la liste des auteurs).